# Donika Kada-Bujupi
Donika Kada-Bujupi (ur. 20 marca 1979) – kosowska dziennikarka, deptuowana do Zgromadzenia Kosowa z ramienia Sojuszu dla Przyszłości Kosowa w latach 2010-2014.

## Życiorys
W latach 2002–2007 studiowała dziennikarstwo w Prisztinie. W 2006 roku założyła agencję informacyjną Kosova News. 
W latach 2010–2014 była deputowaną do Zgromadzenia Kosowa z ramienia Sojuszu dla Przyszłości Kosowa.

## Życie prywatne
Ma dwoje dzieci, z którymi mieszka w Prisztinie.
Deklaruje znajomość języka angielskiego, serbskiego i chorwackiego.